# Recorrupted
Recorrupted è un EP del gruppo musicale statunitense Whitechapel, pubblicato nel 2011.

## Tracce
1. Section 8 – 4:26
2. Strength Beyond Strength – 3:47 – cover dei Pantera
3. Breeding Violence (Big Chocolate Remix) – 2:52
4. This Is Exile (Ben Weinman Remix) – 3:15
5. End of Flesh (acustica) – 4:19

## Formazione
- Gabe Crisp - basso
- Ben Savage - chitarra
- Alex Wade - chitarra
- Phil Bozeman - voce
- Zach Householder - chitarra
- Ben Harclerode - batteria